# Tubes (Mecsek)
Le Tubes (hongrois : Tubes [ˈtubɛʃ]) est un sommet de Hongrie, situé dans le comitat de Baranya, dans le massif du Mecsek. C'est sur sa cime que devait être construite une antenne radar de l'OTAN après que les autorités locales se furent opposées à sa construction sur le Zengő. 